# 圣吕米耶拉波皮勒斯
圣吕米耶-拉波皮勒斯（法語：Saint-Lumier-la-Populeuse，法語發音：[sɛ̃ lymje la pɔpyløz]）是法国马恩省的一个市镇，属于维特里勒弗朗索瓦区。

## 地理
圣吕米耶-拉波皮勒斯（48°43'31"N, 4°47'36"E）面积2.38 平方千米，位于法国大東部大區马恩省，该省份为法国东北部内陆省份，北起阿登省，西北接埃纳省，西南接塞纳-马恩省，南至奥布省，东南接上马恩省，东临默兹省。
与圣吕米耶-拉波皮勒斯接壤的市镇（或旧市镇、城区）包括：布莱姆、莫吕勒蒙图瓦、斯克吕。
圣吕米耶-拉波皮勒斯的时区为UTC+01:00、UTC+02:00（夏令时）。

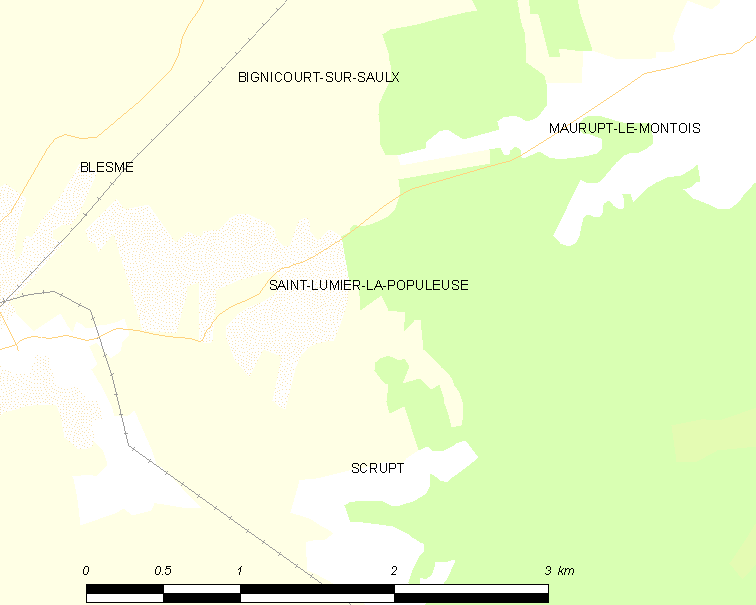
圣吕米耶-拉波皮勒斯的OSM定位图

## 行政
圣吕米耶-拉波皮勒斯的邮政编码为51340，INSEE市镇编码为51497。

## 政治
圣吕米耶-拉波皮勒斯所属的省级选区为塞迈兹莱班县。

## 人口

1962-2008年间圣吕米耶-拉波皮勒斯人口变化图示

圣吕米耶-拉波皮勒斯于2022年1月1日时的人口数量为41人。